# جيني ريتر (مدرسة)
جيني ريتر (بالإنجليزية: Jeannie Ritter)‏ هي مُدرسة أمريكية، ولدت في 14 يونيو 1958 في فرجينيا في الولايات المتحدة.